# Belvoir Castle
Belvoir Castle er en borg og stateligt hjem i Leicestershire, England, der ligger 10 km vest for byen Grantham og 16 km nordøst for Melton Mowbray.
Den oprindelige borg på stedet blev opført umiddelbart efter den normanniske erobring af England i 1066, men den er siden blev genopført mindste tre gange. Den er sæde for David Manners, 11. hertug af Rutland (det lille county Rutland ligger 25 km mod syd for Belvoir Castle), hvis direkte mandlige arving fik sædet i 1508. Det er fortsat i hertugen af Rutlands privateje, men det er åbent for offentligheden.
Borgen ligger i den nordligste hjørne af Leicestershire og mellem Lincolnshire mod øst og Nottinghamshire mod vest og med udsigt til Vale of Belvoir mod nordvesst på grænsen til Nottinghamshire. Den er omgivet af landsbyerne Redmile, Woolsthorpe, Knipton, Harston, Harlaxton, Croxton Kerrial and Bottesford.
Antikvaren John Leland (død 1552) skrev at "borgen står på toppen af en bakke, der er stejl til alle sider, delvist naturligt og delvist fra menneskeligt arbejde." De ca 6.000 hektar ligger i hjertet af Englands besdte rævejagtsterræn, og det er udgangspunktet for Belvoir Hunt ("Duke of Rutland's Hounds"), der blev etableret i 1750.
Den bevarede del af borgen, der stammer far 1800-tallet, er en listed building af først egrad.